# Veckring
Veckring é uma comuna francesa na região administrativa de Grande Leste, no departamento de Mosela. Estende-se por uma área de 6,65 km². Em 2010 a comuna tinha 673 habitantes (densidade: 101,2 hab./km²).